# Imbarco
L'imbarco, in ambito aeroportuale, è una procedura attraverso cui ogni passeggero viene condotto dal gate aeroportuale all'interno dell'aeromobile.
Di norma la maggior parte delle compagnie aeree inizia l'imbarco 25-30 o 40 minuti prima dell'orario di partenza rispettivamente per aerei a fusoliera stretta o a fusoliera larga; in questo lasso di tempo vengono effettuati una serie di controlli atti a verificare che ogni passeggero sia stato regolarmente accettato.
Per salire a bordo ogni passeggero deve esibire la sua carta di imbarco che gli addetti all'imbarco prendono e inseriscono in un lettore automatico che spunta il passeggero imbarcato dalla lista passeggeri. Al passeggero viene restituito un cedolino essenziale in cui è indicato la fila e il numero di seggiolino in cui si dovrà andare a sedere. In alternativa a questa procedura si sta diffondendo il check-in online per cui i passeggeri stampano la carta di imbarco o caricano sullo smartphone il codice a barre, il codice QR o un analogo codice a lettura ottica.